# Broadcast

Při vyslání broadcastu jsou příjemcem všechny počítače v dané podsíti.

Broadcast (všeobecný oběžník) je v informatice zpráva, kterou v počítačové síti přijmou všechna připojená síťová rozhraní. Pomocí broadcastů se v současných sítích šíří například informace o sdílení v sítích Microsoft (pomocí protokolu SMB) nebo identifikace zařízení (CDP protokol). Pokud není síť vhodným způsobem rozdělena (na podsítě) nebo chráněna (firewallem), mohou broadcasty způsobit zahlcení sítě.

## Typy broadcastů
Přestože je princip broadcastu stále stejný (jeden vysílá, všichni slyší), jsou broadcasty rozděleny do několika typů, které vyjadřují specifické podmínky jejich šíření v (pod)síti.

### MAC broadcast
Speciální adresa pro poslání všem zařízením. K adresaci rámce, který má být odeslán jako MAC broadcast, se používá speciální MAC adresa ve tvaru FF:FF:FF:FF:FF:FF. Takový datový rámec je přijat všemi síťovými zařízeními, která jsou připojena ke stejnému segmentu sítě, do kterého patří zdroj odchozího paketu. Takový segment ohraničuje router, který lokální broadcast dále nepropustí (projde ale skrz switch i hub).

### IP broadcast
Rozsah IP adres použitý v síti představuje IP adresu sítě + rozsah IP adres použitelný pro připojená zařízení + IP adresu broadcastu. Příklad: V síti 192.168.0.0/24 (maska 255.255.255.0) se používají tyto IP adresy:
- IP adresa sítě: 192.168.0.0
- IP adresa použitelná pro připojená zařízení: 192.168.0.1 - 192.168.0.254
- IP adresa broadcastu: 192.168.0.255

Odchozí paket, který je adresován na IP adresu, která je na odchozím síťovém rozhraní shodná s broadcastem, je v Ethernetové síti odeslán v rámci, jehož cílová MAC adresa je nastavena na FF:FF:FF:FF:FF:FF. Takový rámec je přijat všemi síťovými kartami v dané podsíti.

### Síťový broadcast
Síťový broadcast je IP datagram, který je odeslán na IP adresu, která je v cílové síti broadcastem. Vysílající ani uzly, přes které síťový broadcast putuje, nemohou zjistit, že to je broadcast, protože v IP datagramu není obsažena informace o cílové síti (její číslo sítě a maska sítě). Proto je síťový broadcast přepravován stejně, jako jakýkoliv jiný IP datagram. Až poslední router zjistí, že cílová IP adresa je shodná s broadcastem pro daný segment sítě a proto datagram odešle jako broadcast. V ethernetové síti to znamená odeslání datagramu v rámci, jehož cílová MAC adresa je FF:FF:FF:FF:FF:FF.